# Hannah Ridge
Hannah Ridge ist ein 8 km langer, schmaler und bogenförmiger Gebirgskamm im westantarktischen Queen Elizabeth Land. In der Neptune Range der Pensacola Mountains erstreckt er sich vom Washington Escarpment unmittelbar nördlich des Brown Ridge in westlicher Richtung.
Der United States Geological Survey kartierte ihn anhand eigener Vermessungen und Luftaufnahmen der United States Navy aus den Jahren von 1956 bis 1966. Das Advisory Committee on Antarctic Names benannte ihn 1968 nach Edward L. Hannah, Flugzeugkarosseriemechaniker auf der Ellsworth-Station im antarktischen Winter 1958.